# Теона Тодадзе
Теона Тодадзе (груз. თეონა თოდაძე; нар. 3 березня 1993, Багдаті, Грузія) — грузинська футболістка, півзахисниця грузинського «Ланчхуті 2016» та національної збірної Грузії.

## Клубна кар'єра
На батьківщині виступала за «Байя» (Зугдіді), у футболці якого у сезоні 2009/10 років виграв чемпіонат Грузії. Після розформування чемпіонату Грузії 2010 року переїхала до Туреччини, де стала гравчинею «Адана Ідан'юрдуспор» з Першої ліги Туреччини 2012/13. Після двох з половиною сезонів з Адани, у лютому 2015 року переїхала до «Ількадим Беледієспор» у Самсуні.
7 серпня 2010 року дебютувала у футболці «Байї» в поєдинку 5-ї групи Ліги чемпіонів 2010/11 проти італійської команди «АГСМ Верона». Зіграв у трьох матчах кваліфікації вище вказаного турніру.
У 2016 році повернулася на батьківщину, де стала гравчинею новоствореного клубу «Ланчхуті».

## Кар'єра в збірній
Викликалася до молодіжної жіночої збірної Грузії (WU-19) і 19 вересня 2009 року зіграла свій перший матч у групі 7 першого кваліфікаційного раунду молодіжного чемпіонату Європи проти Франції. На цьому ж турнірі брала участь у поєдинках проти Сербії та Туреччини.
У складі національної збірної Грузії брала участь у всіх восьми матчах групи 3 кваліфікації чемпіонату світу 2011 року проти Данії, Шотландії, Болгарії та Греції.
У матчах групи 2 кваліфікації чемпіонату Європи 2013 року виходила проти Мальти, Вірменії та Фарерських Островів.
Брала участь у групі 2 кваліфікації чемпіонату світу 2015 року проти Литви, Чорногорії та Фарерських Островів, які відбулися в Литві у квітні 2013 року.

## Клубна статистика
Станом на 3 січня 2016
| Клуб                   | Сезон             | Ліга                 | Ліга  | Ліга | Континентальні | Континентальні | Національні | Національні | Загалом | Загалом |
| Клуб                   | Сезон             | Дивізіон             | Матчі | Голи | Матчі          | Голи           | Матчі       | Голи        | Матчі   | Голи    |
| ---------------------- | ----------------- | -------------------- | ----- | ---- | -------------- | -------------- | ----------- | ----------- | ------- | ------- |
| «Байя» (Зугдіді)       | 2009–2011         | чемпіонат Грузії     |       |      | 3              | 0              | 14          | 0           | 17      | 0       |
| «Байя» (Зугдіді)       | Total             | Total                |       |      | 3              | 0              | 14          | 0           | 17      | 0       |
| «Адана Ідан'юрдуспор»  | 2012–13           | Перша ліга Туреччини | 15    | 4    | –              | –              | 3           | 0           | 18      | 4       |
| «Адана Ідан'юрдуспор»  | 2013–14           | Перша ліга Туреччини | 12    | 3    | -              | –              | 0           | 0           | 12      | 3       |
| «Адана Ідан'юрдуспор»  | 2014–15           | Перша ліга Туреччини | 0     | 0    | -              | –              |             |             | 0       | 0       |
| «Адана Ідан'юрдуспор»  | Загалом           | Загалом              | 27    | 7    | –              | –              | 3           | 0           | 30      | 7       |
| «Ількадим Беледієспор» | 2014–15           | Перша ліга Туреччини | 4     | 1    | –              | –              |             |             | 4       | 1       |
| «Ількадим Беледієспор» | 2015–16           | Перша ліга Туреччини | 8     | 3    | –              | –              |             |             | 8       | 3       |
| «Ількадим Беледієспор» | Загалом           | Загалом              | 12    | 4    | –              | –              |             |             | 12      | 4       |
| Усього за кар'єру      | Усього за кар'єру | Усього за кар'єру    | 39    | 11   | 3              | 0              | 17          | 0           | 59      | 11      |

## Досягнення

### Клубні
«Байя» (Зугдіді)
- Чемпіонат Грузії
  -  Чемпіон (1): 2009/10